# Synoicus
Synoicus är ett släkte fåglar i familjen fasanfåglar inom ordningen hönsfåglar. Släktet omfattar numera vanligen fyra arter med utbredning i Afrika, Asien och Australien:
- Brunvaktel (Synoicus ypsilophorus)
- Papuavaktel (Synoicus monorthonyx)
- Asiatisk blåvaktel (Synoicus chinensis)
- Afrikansk blåvaktel (Synoicus adansonii)

Brunvakteln placerades tidigare i Coturnix, blåvaktlarna i Excalfactoria och papuavakteln i det egna släktet Anurophasis. Genetiska studier visar dock att de är nära besläktade.